# Byun Hee-bong
Byun Hee-bong (Jangseong-gun, 8 de junio de 1942-Seúl, 18 de septiembre de 2023) fue un actor surcoreano reconocido por su extensa carrera en el cine y la televisión del país asiático que inició a comienzos de los 70s. Por su desempeño, ha recibido galardones y nominaciones en eventos como los Baeksang Arts Awards, los Grand Bell Awards y el Festival de Cine Asiático y del Pacífico, entre otros. Ha aparecido en varias producciones cinematográficas, entre las que destacan Barking Dogs Never Bite, Salinui chueok y The Host.

## Carrera
Byun In-chul nació en el condado de Jangseong, provincia de Jeolla del Sur, y asistió a la Escuela Secundaria Salesiana en Gwangju. Estudió derecho en la Universidad de Chosun antes de dejar su formación universitaria para dedicarse a la actuación. Byun se registró en las audiciones de actores del grupo televisivo Munhwa Broadcasting Corporation en 1965 e hizo su debut como actor en 1970. Un año más tarde, en 1971, se convirtió en un habitual en el reparto del drama de procedimientos policiales Chief Inspector. Comenzó a usar el nombre artístico de Byun Hee-bong en 1977. Durante la década de 1970 se dio a conocer en la televisión por interpretar papeles de personajes excéntricos que no encajaban en la sociedad coreana. Hizo la transición a la gran pantalla en los años 1980, y a principios de su carrera cinematográfica protagonizó la película clásica de Lee Doo-yong Eunuch (1986) y años más tarde en A Surrogate Father (1993).
En 2000 Byun registró un destacado papel secundario en el debut como director de Bong Joon-ho, Barking Dogs Never Bite, interpretando a un extraño hombre de mantenimiento de apartamentos fanático de la carne de perro. Bong le ofreció un nuevo papel en el cortometraje Sink & Rise (2004) y en sus obras seminales Memories of Murder (2003) y The Host (2006). Esta última obra se convirtió en la película coreana más taquillera de todos los tiempos y le valió a Byun obtener muchos elogios por su actuación como el patriarca de fuerte voluntad de una familia "perdedora", incluyendo los premios al mejor actor secundario en el Festival de Cine de Asia y el Pacífico y en los Blue Dragon Film Awards.
Otros de sus créditos cinematográficos notables incluyen producciones como Volcano High (2001), la película dramática My Teacher, Mr. Kim (2003), la comedia de terror To Catch a Virgin Ghost (2004), la cinta de suspenso The Devil's Game (2008), la película de espionaje The Spies (2012) y el filme distribuido por Netflix Okja (2017).
En septiembre de 2019 protagonizó la película By Quantum Physics: A Nightlife Venture, con el personaje de Baek Young-kam, un político corrupto.

## Filmografía

### Cine
| Año  | Título                                  | Papel                       |
| ---- | --------------------------------------- | --------------------------- |
| 1980 | Dull Servant Pal Bul-chul               |                             |
| 1983 | Hotel at 00:00                          |                             |
| 1985 | A Man With Color                        |                             |
| 1986 | Eunuch                                  |                             |
| 1986 | No Woman Is Afraid of the Night         |                             |
| 1988 | We Are Going to Geneva Now              |                             |
| 1988 | Karma                                   |                             |
| 1988 | The World of Women                      |                             |
| 1993 | A Surrogate Father                      |                             |
| 2000 | Barking Dogs Never Bite                 | Encargado del mantenimiento |
| 2001 | Volcano High                            | Jang Hak-sa                 |
| 2003 | Scent of Love                           |                             |
| 2003 | My Teacher, Mr. Kim                     | Choi                        |
| 2003 | Memories of Murder                      | Koo Hee-bong                |
| 2003 | Spring Breeze                           | Noh                         |
| 2004 | Au Revoir, UFO                          | Agente de bienes raíces     |
| 2004 | To Catch a Virgin Ghost                 |                             |
| 2004 | Lovely Rivals                           | Byun In-chul                |
| 2004 | Sink & Rise                             |                             |
| 2005 | Another Public Enemy                    | Byun Hee-bong               |
| 2005 | Crying Fist                             | Entrenador de Sang-hwan     |
| 2005 | Detective Mr. Gong                      | Padre de Gong Pil-doo       |
| 2006 | The Host                                | Park Hee-bong               |
| 2006 | Mission Sex Control                     | Sr. Kang                    |
| 2007 | Small Town Rivals                       | Baek                        |
| 2008 | The Devil's Game                        | Kang No-shik                |
| 2009 | Lifting King Kong                       | Superintendente             |
| 2009 | Searching for the Elephant              | Oficial del zoológico       |
| 2010 | Haunters                                | Jung-shik                   |
| 2011 | In Love and War                         | Líder del pueblo            |
| 2012 | I Am the King                           | Shin Ik-yeok                |
| 2012 | The Spies                               | Yoon                        |
| 2013 | Mr. Go                                  | Abuelo de Weiwei            |
| 2015 | Pinocchio                               | Choi Gong Pil               |
| 2017 | Okja                                    | Hee-bong                    |
| 2019 | By Quantum Physics: A Nightlife Venture | Baek Young-Kam              |

### Televisión
| Año  | Título                                      | Papel               | Cadena |
| ---- | ------------------------------------------- | ------------------- | ------ |
| 1971 | Chief Inspector                             |                     | MBC    |
| 1973 | 113 Investigation Division                  |                     | MBC    |
| 1979 | Anguk-dong Madam                            |                     | MBC    |
| 1981 | New Madam                                   |                     | MBC    |
| 1981 | The 1st Republic                            |                     | MBC    |
| 1982 | Market People                               |                     | MBC    |
| 1983 | Sunflower in Winter                         |                     | MBC    |
| 1983 | 500 Years of Joseon                         | Nam Eun             | MBC    |
| 1985 | The Season of Men                           | Kim Joong-han       | MBC    |
| 1986 | 500 Years of Joseon: Namhan Mountain Castle | Choe Myeong-gil     | MBC    |
| 1987 | Three Women                                 |                     | MBC    |
| 1988 | Our Town                                    | Nam Dae-chun        | MBC    |
| 1989 | The 2nd Republic                            |                     | MBC    |
| 1989 | The Fifth Row                               | Jo Geum-san         | MBC    |
| 1991 | Eyes of Dawn                                | Park Choon-geum     | MBC    |
| 1991 | Three Day Promise                           |                     | KBS2   |
| 1991 | We're Middle Class                          | Park                | KBS2   |
| 1993 | The 3rd Republic                            | Hyun Seok-ho        | MBC    |
| 1993 | MBC Best Theater                            | Padre de Byung-gu   | MBC    |
| 1995 | Asphalt Man                                 |                     | SBS    |
| 1995 | Glorious Dawn                               | Heungseon Daewongun | KBS1   |
| 1996 | Tears of the Dragon                         |                     | KBS1   |
| 1997 | Desire                                      | Yoon-seok           | KBS2   |
| 1998 | Love and Success                            |                     | MBC    |
| 1998 | The King's Path                             |                     | MBC    |
| 1998 | Legend of Ambition                          |                     | KBS2   |
| 1999 | Hur Jun                                     | Sung In-chul        | MBC    |
| 2000 | Mokminsimseo                                |                     | KBS2   |
| 2000 | Secret                                      | Chan-shik           | MBC    |
| 2000 | Foolish Princes                             | Yeo Jae-man         | MBC    |
| 2002 | The Dawn of the Empire                      | Kim Geun-ryul       | KBS1   |
| 2002 | Lovers                                      | Gong Hee-bong       | MBC    |
| 2003 | Something About 1%                          | Lee Kyu-chul        | MBC    |
| 2003 | Drama City                                  |                     | KBS2   |
| 2003 | Damo                                        |                     | MBC    |
| 2004 | New Human Market                            | Oh Jong-doo         | SBS    |
| 2004 | Choice                                      |                     | SBS    |
| 2004 | A Second Proposal                           |                     | KBS2   |
| 2005 | Green Rose                                  | Jung                | SBS    |
| 2005 | My Girl                                     | Seol Woong          | SBS    |
| 2005 | Drama City                                  | Sabu                | KBS2   |
| 2006 | Great Inheritance                           | Jung Il-do          | KBS2   |
| 2006 | Wolf                                        | Yoon Gab-soo        | MBC    |
| 2007 | Behind the White Tower                      | Oh Kyung-hwan       | MBC    |
| 2007 | Witch Yoo Hee                               | Ma Yoon-hoon        | SBS    |
| 2009 | My Too Perfect Sons                         | Song Shi-yeol       | KBS2   |
| 2010 | Master of Study                             | Cha Ki-bong         | KBS2   |
| 2010 | My Girlfriend Is a Nine-Tailed Fox          | Cha Poong           | SBS    |
| 2010 | The President                               | Go Sang-ryul        | KBS2   |
| 2011 | Glory Jane                                  | Hwang               | KBS2   |
| 2012 | Ohlala Couple                               | Wolha               | KBS2   |
| 2013 | Princess Aurora                             | Oh Dae-san          | MBC    |
| 2013 | Goddess of Fire                             | Moon Sa-seung       | MBC    |
| 2014 | Flower Grandpa Investigation Unit           | Han Won-bin         | tvN    |
| 2014 | Drama Festival                              | Pan-shik            | MBC    |
| 2014 | Pinocchio                                   | Choi Gong-pil       | SBS    |
| 2015 | Save the Family                             | Jung Soo-bong       | KBS1   |
| 2016 | Madame Antoine: The Love Therapist          | Presidente Kim      | JTBC   |
| 2016 | Blow Breeze                                 | Kim Deok-cheon      | MBC    |
| 2019 | My Lawyer, Mr. Jo 2: Crime and Punishment   | Kook Hyun-il        | SBS    |